# Architecture anglo-saxonne

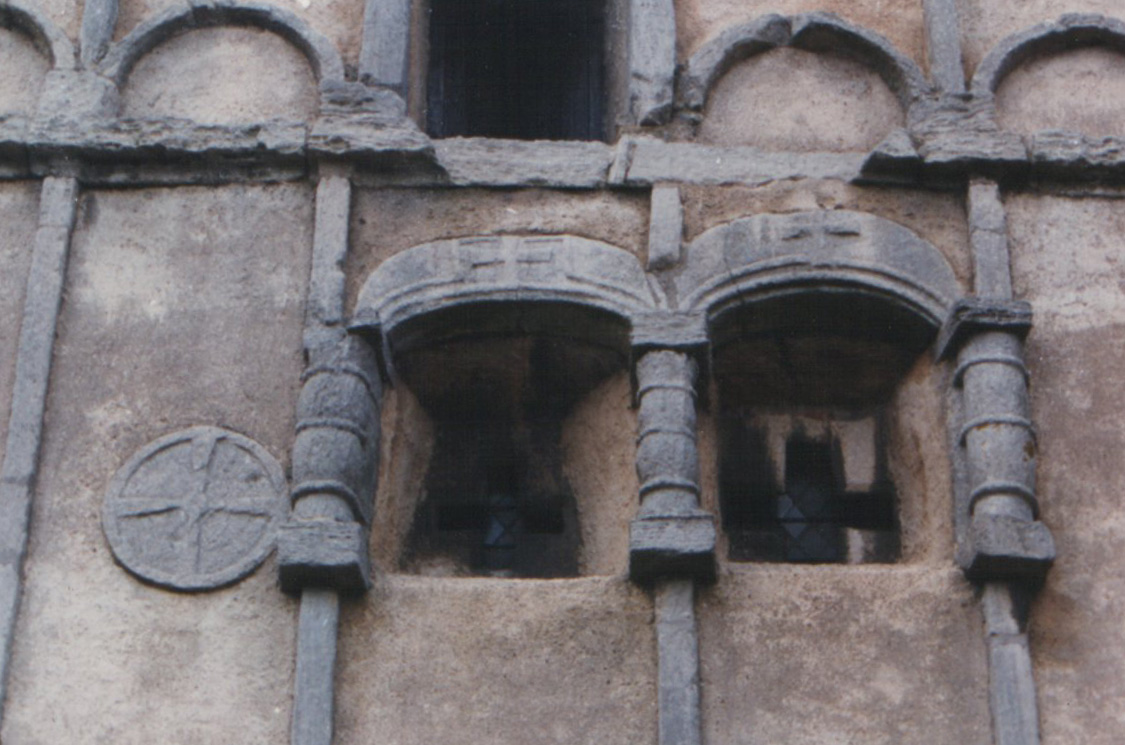
Pilastres et linteaux anglo-saxons sculptés de l'église d'Earls Barton, dans le Northamptonshire.

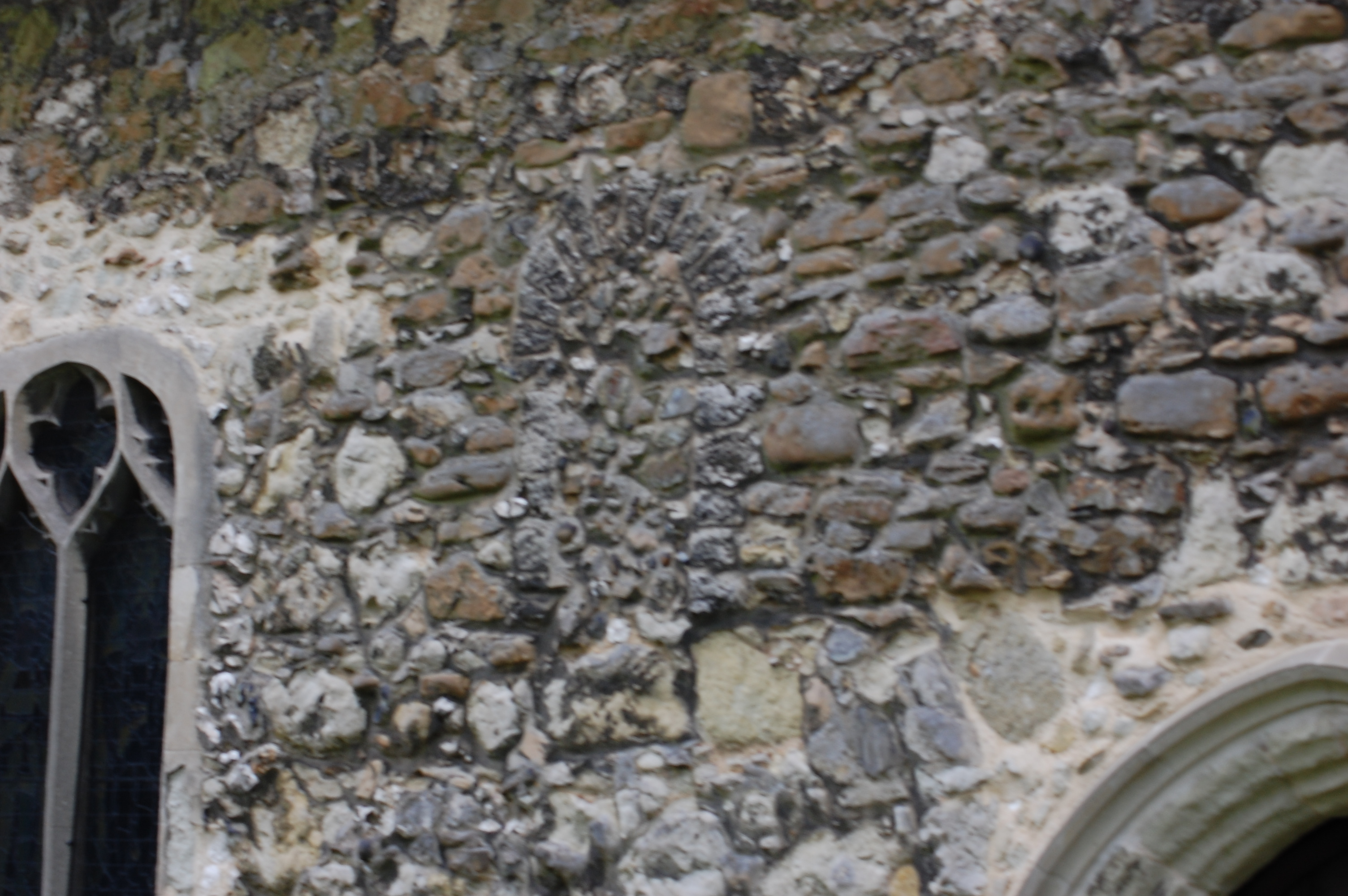
Baie anglo-saxonne en plein-cintre dans l'église de Fobbing.

L’architecture saxonne désigne une période de l’Histoire de l'architecture en Angleterre, et dans une partie du Pays de Galles : celle qui s'étend de la seconde moitié du Ve siècle à la Conquête normande (1066).
Si les édifices profanes saxons étaient généralement faits d'une simple charpente et couverts de chaume (il n'en subsiste aucun exemple unanimement accepté), les multiples vestiges d'églises de la période saxonne étaient, eux, le plus souvent construits en pierre (à l'exception de l’église en bois debout de Greensted). Au moins cinquante églises d'époque présentent des motifs indiscutablement anglo-saxons, bien que dans certains cas, ces motifs soient d'importance mineure au regard de la taille de l'édifice, et au surplus très altérés. Elles révèlent parfois des indices de réemploi de structures d'époque romaine.
L'architecture des édifices religieux anglo-saxons, d'abord d'inspiration celtique, puis influencée par les basiliques paléochrétiennes, finit par se caractériser par ses pilastres à bandeaux, arcades aveugles, ses balustres et ses baies en arc brisé triangulaire. Au cours des dernières décennies du royaume anglo-saxon, un style roman venu du Continent lui donne une plus grande unité : on en voit des vestiges sur les reprises de l’Abbaye de Westminster édifiée après 1050, où transparaît déjà l’influence normande. Ces dernières décennies, les historiens de l'architecture ont mis en doute le rattachement des motifs romans non-documentés à la période normande. Malgré un usage ancien, il n'est plus recommandé d'appeler « saxon » les artefacts ou édifices anglo-saxons postérieurs à la période de colonisation initiale de la Grande-Bretagne.
Les premières constructions anglo-saxonnes de la Grande-Bretagne étaient généralement dépouillées, faites d'une charpente couverte de chaume. Dédaignant les anciennes villes romaines, les Anglo-Saxons établirent des villages de fermes, près des gués des rivières ou de ports fluviaux. Dans chaque village, une halle commune pourvue d'un foyer, occupait le centre de l'agglomération.

## Contexte historique
La décadence politique de la province romaine de Bretagne au début du Ve siècle favorisa, selon Bède le Vénérable, l'arrivée d'envahisseurs venus de Frise, y compris des Angles et des Saxons.

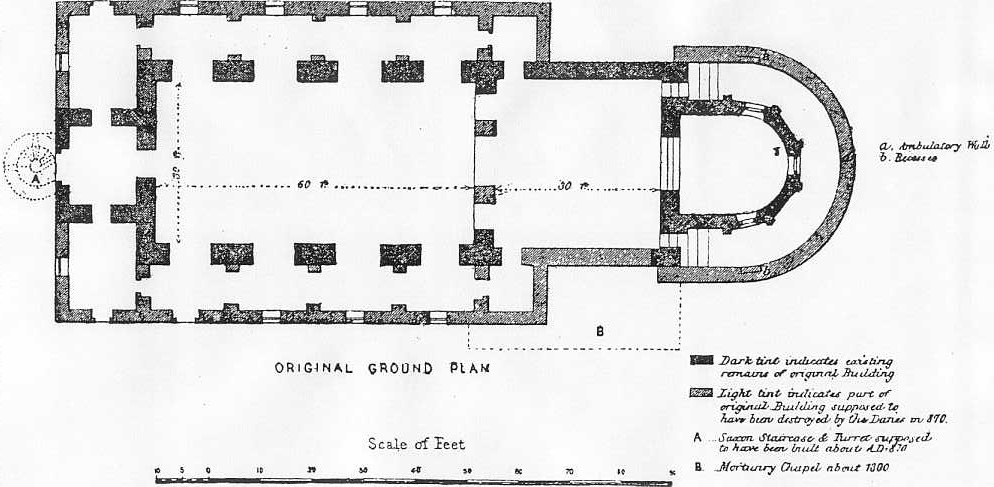
Reconstitution de la basilique de Brixworth.

Ces peuples pratiquaient un culte païen, dont on voit d'ailleurs l'expression dans les représentations du Green Man sur les chapiteaux d'église de cette période ; mais leur évangélisation était amorcée. C'est d'ailleurs un Britto-romain, Patrick, qui convertit l’Irlande, d'où partit ensuite l'évangélisation de l’Écosse occidentale. Mais l’architecture fut au début influencée par le monachisme copte.
On peut en voir aujourd'hui les manifestations dans les voûtes de pierre-sèche en tas de charge de l’oratoire de Gallarus, et des oratoires de Dingle et d’Illauntannig, en Irlande. C'est encore grâce à l’œuvre des missionnaires que le christianisme et l'art celtique passèrent en Angleterre. En 635, ils établirent une mission dans l'île de Lindisfarne, en Northumbrie, où saint Aidan fonda ensuite un monastère.
En 597, une autre mission, celle d’Augustin, partit de Rome afin de convertir les Anglo-Saxons du sud de la Grande-Bretagne : elle consacra la première cathédrale du pays à Canterbury et y établit le monastère bénédictin. Ces églises comportaient une nef et des chapelles latérales.
En 664, un premier synode se tint à Whitby, dans le Yorkshire, et les dignitaires issus du Christianisme celtique et ceux de l’Église romaine s'unirent pour former l'Église d'Angleterre. De nouvelles églises, cette fois de la taille de basiliques, furent construites, par exemple à Brixworth.
Sous les rois anglo-saxons, les populations britto-romaines du pays de Galles, de Domnonée et de Cumbria, caractérisées par des traditions linguistique, liturgique et architecturale disparates, non sans rapport avec les cultures d'Irlande et de Bretagne, connurent au début une grande autonomie, s’alliant occasionnellement avec les envahisseurs vikings ; mais des siècles de domination anglaise finirent par donner au pays une certaine unité. Ce furent alors des édifices de pierre ou de charpente à plan circulaire caractéristique (plutôt que rectangulaire), ainsi que des croix celtiques sculptées, des fontaine sacrées et la recolonisation des villages de l’Âge du fer et de la période romaine, depuis les mottes comme le château de Cadbury, des châteaux-forts comme celui de Tintagel, et les forts circulaires ; ces ringforts caractérisent, dans le sud-ouest de l'Angleterre, la période post-romaine jusqu'au VIIIe siècle. On en trouve des prolongements indépendants postérieurs au pays de Galles dans les villes de Caerleon et Carmarthen.

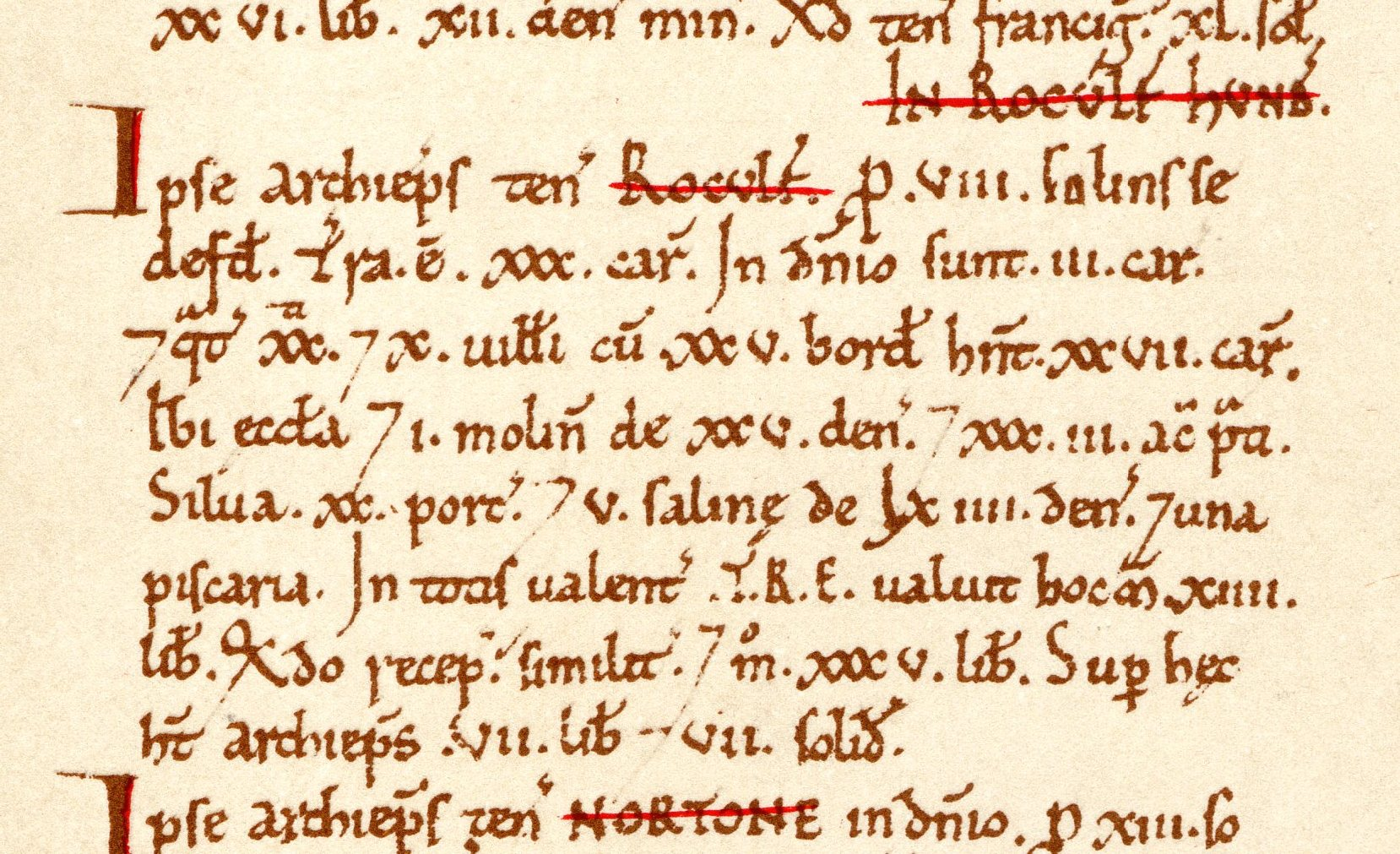
Un passage du Domesday Book : dans l’église de Reculver (Kent, aujourd’hui disparue) datant du VII, une triple voûte séparait la nef de l’abside

Les raids vikings (que l’on fait remonter à la mise à sac de Lindisfarne en 793) inaugurèrent une période de destruction, où disparurent plusieurs édifices de l’Angleterre anglo-saxonne. Il fallut reconstruire les cathédrales, et la menace d’invasion pesait inévitablement sur l’architecture. À partir du règne d’Alfred le Grand (871-899), les villes anglo-saxonnes (burhs) furent systématiquement fortifiées : on peut encore voir les glacis et fossés défensifs de cette époque, par exemple à Oxford, où un donjon en pierre du XIe siècle, l’église Saint-Michel de la porte Nord, occupe une position avancée à l’extérieur de l'ancienne porte fortifiée. La construction de clochers à la place du narthex basilical, ou porche ouest, est une tendance de l’architecture saxonne tardive.

## Développement de l'architecture religieuse

### Les débuts
Les plus anciens édifices de style anglo-saxon encore debout ne sont guère antérieurs au VIIe siècle. À cette époque, l’architecture du Nord de l'Angleterre, caractérisée par des constructions étroites à chancels carrés, différait nettement de celle du Sud, où les églises sont copiées sur le modèle d'Augustin, avec l'abside séparée de la nef par une triple voûte (par exemple à Reculver (en)). L'abbaye d'Old Minster, à Winchester, y fait toutefois exception. L’exemple le plus abouti d'église nord-anglaise était celle d'Escomb ; mais pour le sud de l'Angleterre, aucune église à abside du VIIe siècle ne subsiste, et à Bradwell-on-Sea, seule la nef a survécu.
- L'église de Tous-les-Saints de Brixworth, dans le Northamptonshire
- L'église Saint-Martin de Canterbury (avec sa nef du VIIe siècle, dont certaines parties sont peut-être même encore antérieures)
- Old Minster, Winchester (648) (seul le tracé, matérialisé par un pavage de brique, est encore visible).
- L'église Saint Pierre-des-Murs de Bradwell-on-Sea, dans l'Essex (vers 654, édifiée à l'emplacement d'un fort romain, avec réemploi des matériaux de construction[7])
- La crypte de la cathédrale de Ripon (vers 670)
- La crypte de l'abbaye de Hexham (674)
- Le prieuré de Monkwearmouth-Jarrow, dans le Northumberland (vers 675)
- L'église d’Escomb, dans le comté de Durham (vers 680)

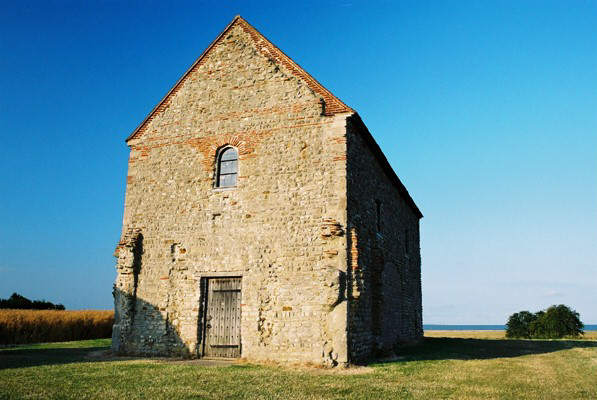
L'église Saint-Pierre-des-Murs de Bradwell
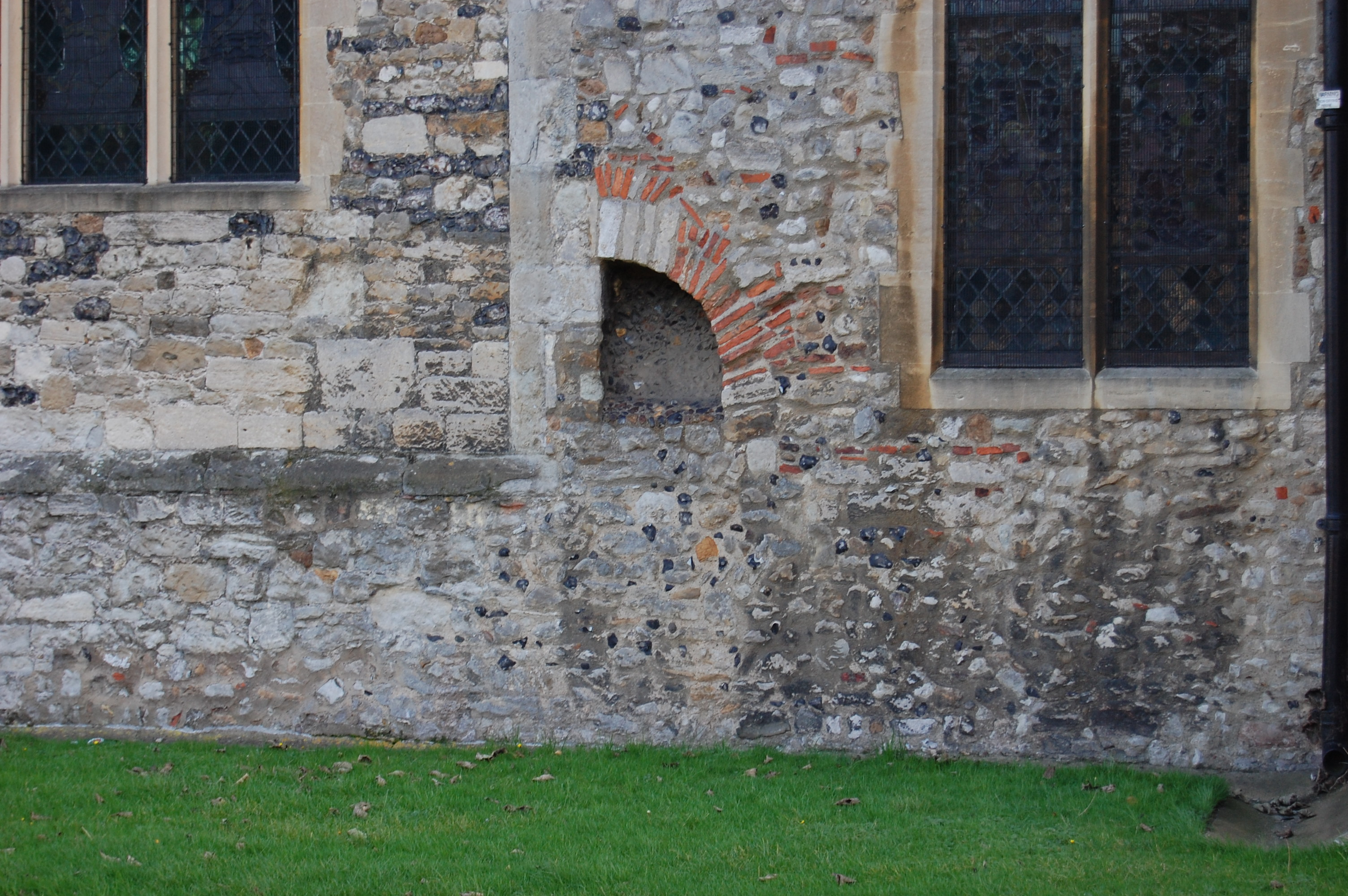
Voûte en berceau du VIIe siècle dans l'église de Prittlewell
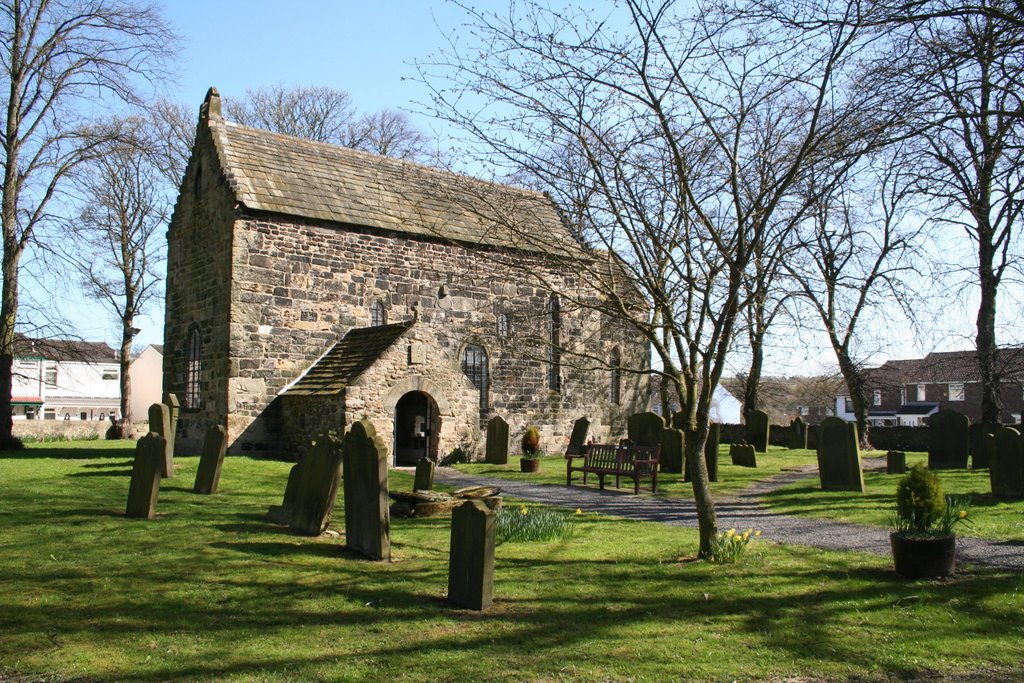
L'église d'Escomb

### DuVIIIeauXesiècle
Peu d'édifices sont datables des VIIIe et IXe siècles, à cause des incessants raids vikings. L'évolution du plan et de l'ornementation a peut-être été influencée par la Renaissance carolingienne sur le continent, où se faisait jour une volonté active de ressusciter l'architecture romaine.
- L'église Saint-Wystan de Repton, dans le Derbyshire (crypte vers 750, les cloisons du chancel remontent au IXe siècle)
- Le prieuré Sainte-Marie de Deerhurst, dans le Gloucestershire (vers 930)
- L'église de Tous-les-Saints, Earls Barton, dans le Northamptonshire
- L'église Sainte-Hélène de Skipwith, dans le Yorkshire du Nord (clocher des environs de l'an 960)
- L'église Saint-Pierre de Barton-upon-Humber, dans le North Lincolnshire (clocher des environs de l'an 970, le baptistère remontant sans doute au IXe siècle)
- L'église Saint-Laurent de Bradford-on-Avon, dans le Wiltshire

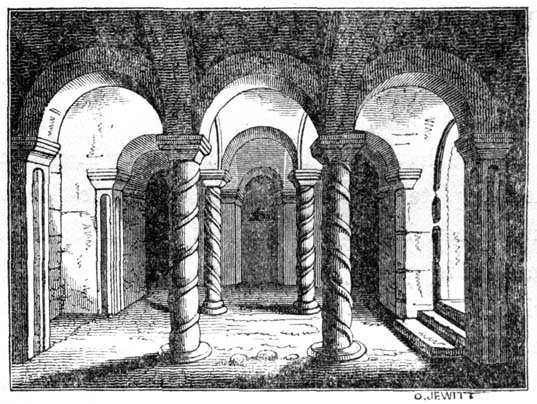
Gravure de la crypte de Repton où reposent plusieurs rois de Mercie (XIXe siècle).
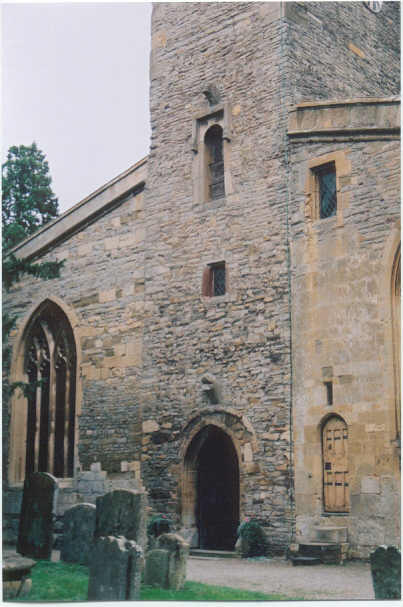
Détail du clocher du prieuré Sainte-Marie de Deerhurst
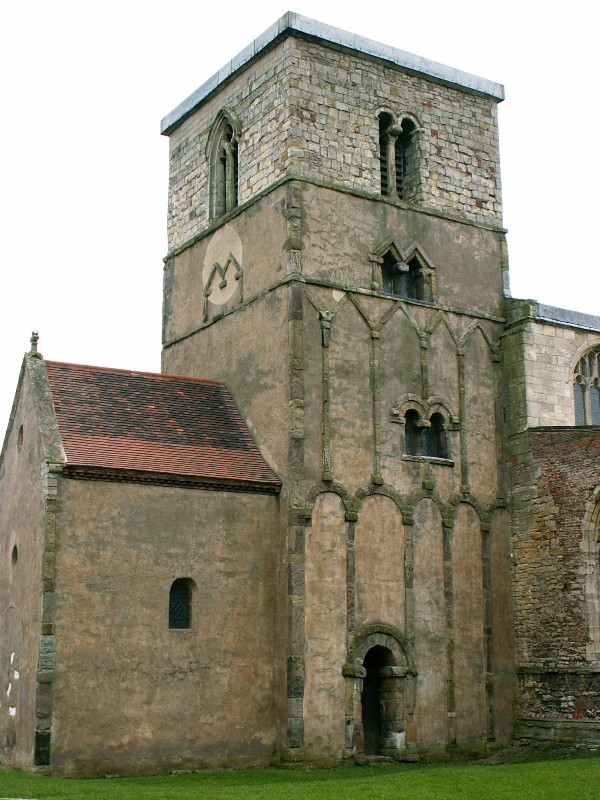
Baies en arc brisé droit du clocher de l'église Saint-Pierre de Barton-upon-Humber
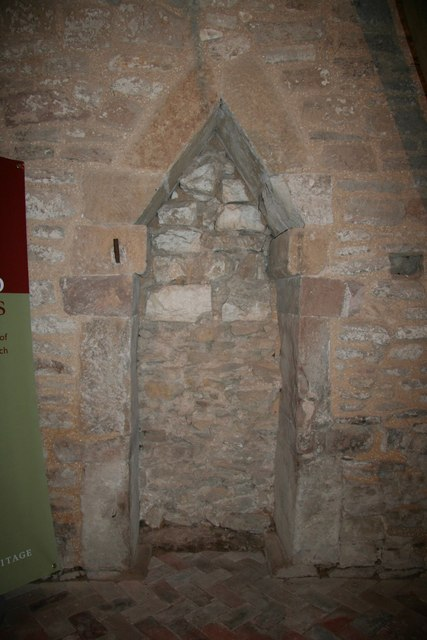
Porte en arc brisé droit (Saint-Pierre de Barton-upon-Humber).

### LeXIesiècle
Le XIe siècle vit l'apparition de l’Art roman en Angleterre. Les décennies qui ont précédé la Conquête normande furent prospères pour l'élite, et il y eut chez les nobles une vague de donations pour construire des églises : les principales furent celles de Lady Godiva. Plusieurs cathédrales ont été construites à cette époque, y compris l’abbaye de Westminster, même si elles furent rebâties après 1066. Des ouvriers normands ont peut-être travaillé au chantier de l’abbaye de Westminster, à l'instigation de l'archevêque Robert de Jumièges.
- L'église de Greensted, dans l'Essex (1013), avec sa palissade en bois de chêne
- Stow Minster, dans le Lincolnshire (vers 1040 avec quelques vestiges de la construction de 975)
- L'église Saint-Bene't, à Cambridge (vers 1040)
- L'église St Michael at the Northgate, à Oxford (vers 1040)
- L'église Saint-Nicolas de Worth (entre 950 et 1050)
- L'église de la Sainte-Vierge à Sompting, dans le West Sussex (vers 1050)
- La chapelle d’Odda à Deerhurst, dans le Gloucestershire (1056)
- L'église Saint-Mathieu de Langford, dans l'Oxfordshire (autrefois dans le comté de Berkshire) (après 1050)

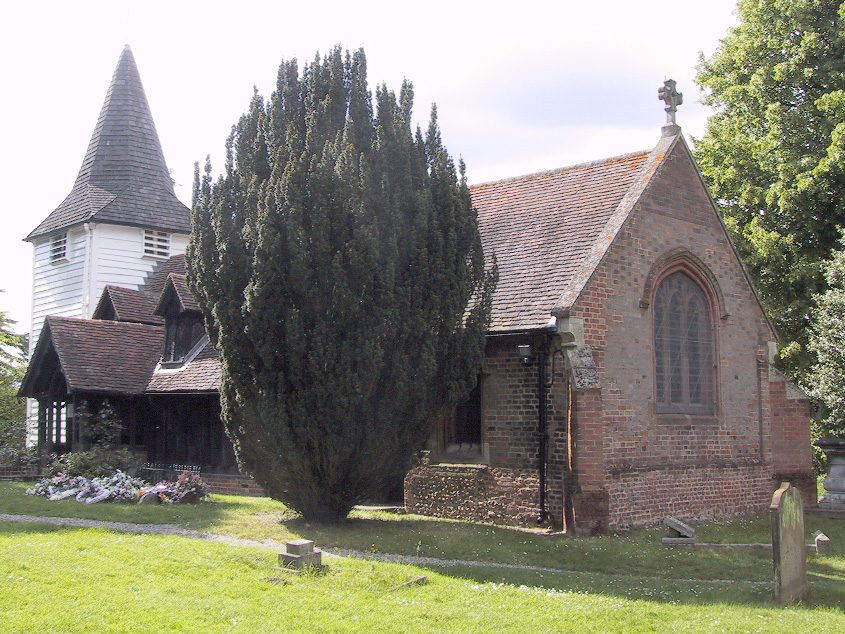
L'église de Greensted (Essex), vue du Sud-Est
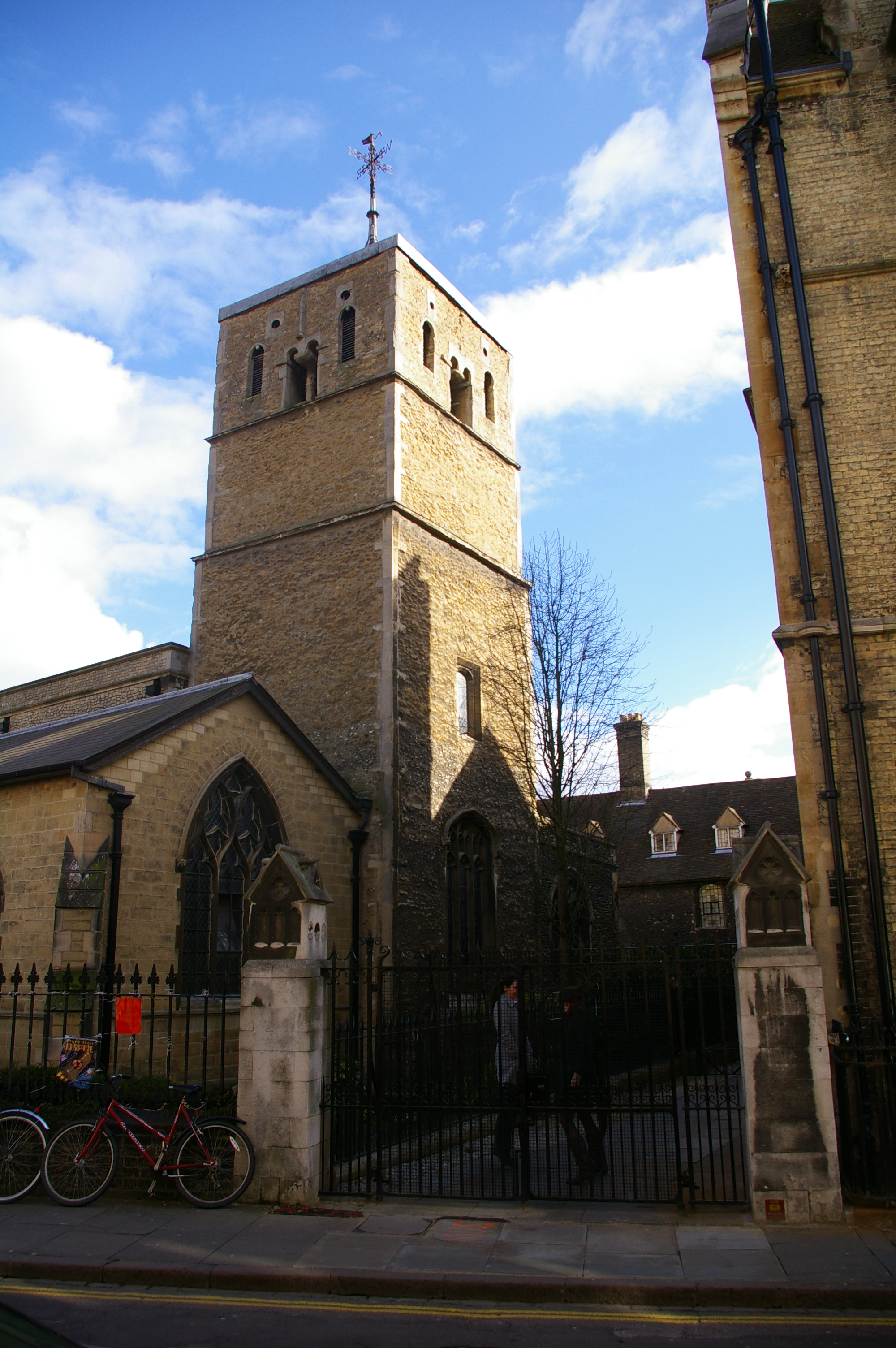
L'église Saint-Bene't à Cambridge
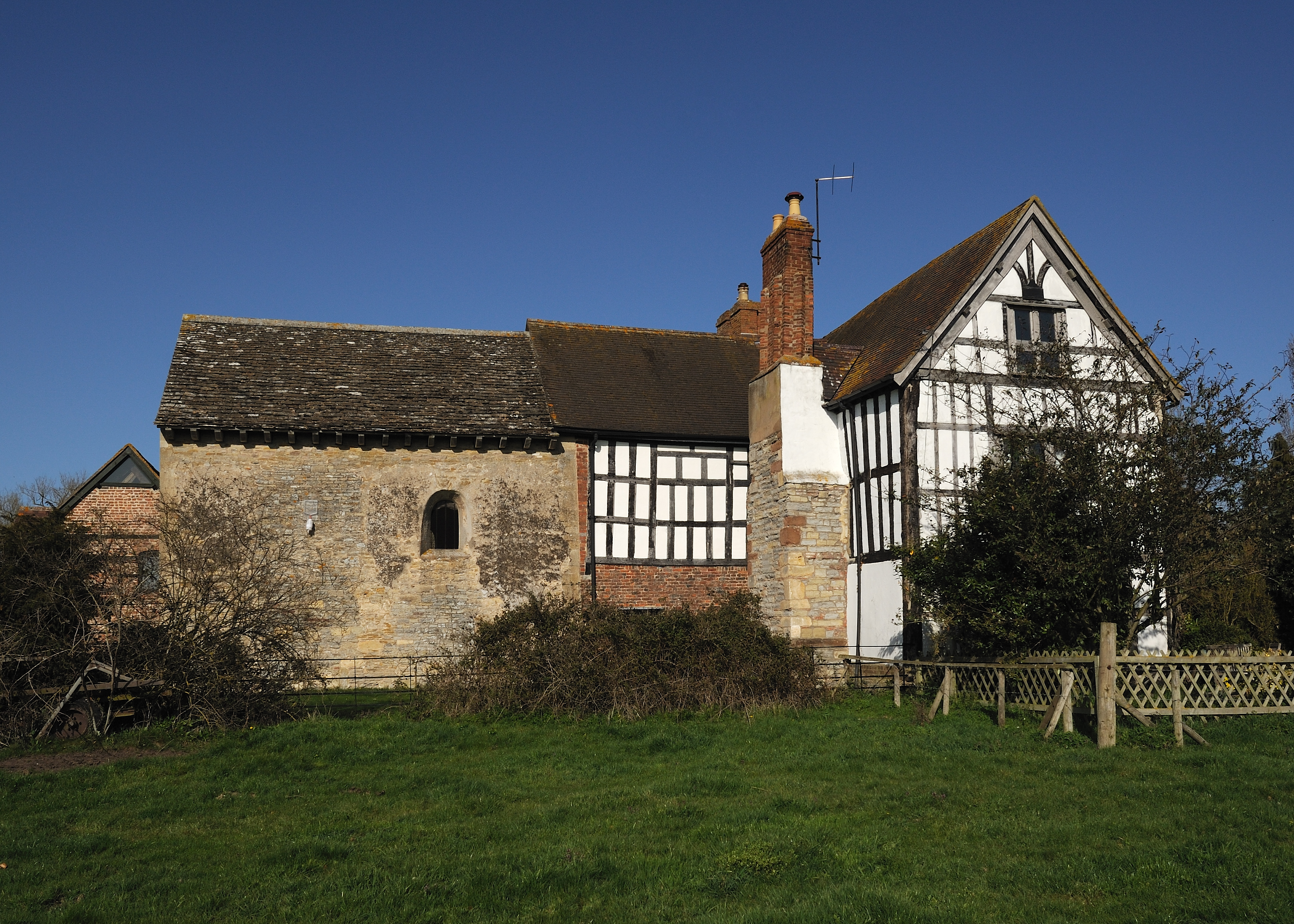
La chapelle d’Odda à Deerhurst

### Traits caractéristiques
Plusieurs églises présentent des caractéristiques saxonnes, quoique l'on retrouve ces motifs au début de la période anglo-normande. L'historien de l'art H.M. Taylor a recensé 267 églises de « style saxon. » Si, jusqu'au début du XXe siècle, les historiens de l'architecture estimaient que les  traits romans des édifices étaient postérieurs à l'invasion normande, on sait désormais que l'apparition de ces motifs remonte aux dernières décennies avant 1066. Parmi ces motifs typiquement saxons, il y a lieu de citer :
- chaîne d'angle à moellons alternativement longs et courts ;
- vitraux jumelés triangulaires ;
- vitraux étroits en plein-cintre (souvent faits en tuile romaine) ;
- Appareil en arête-de-poisson
- présence d'un narthex à l'ouest.

On ne retrouve que rarement tous ces motifs simultanément sur un même bâtiment. Plusieurs églises saxonnes primitives adoptent le plan basilical avec un porticus en débord au nord et au sud, qui donne ainsi à l'ensemble un plan en croix. Cependant, ni le plan cruciforme des églises, ni le chancel à abside arrondie, repris à d'autres périodes, n'est caractéristique.

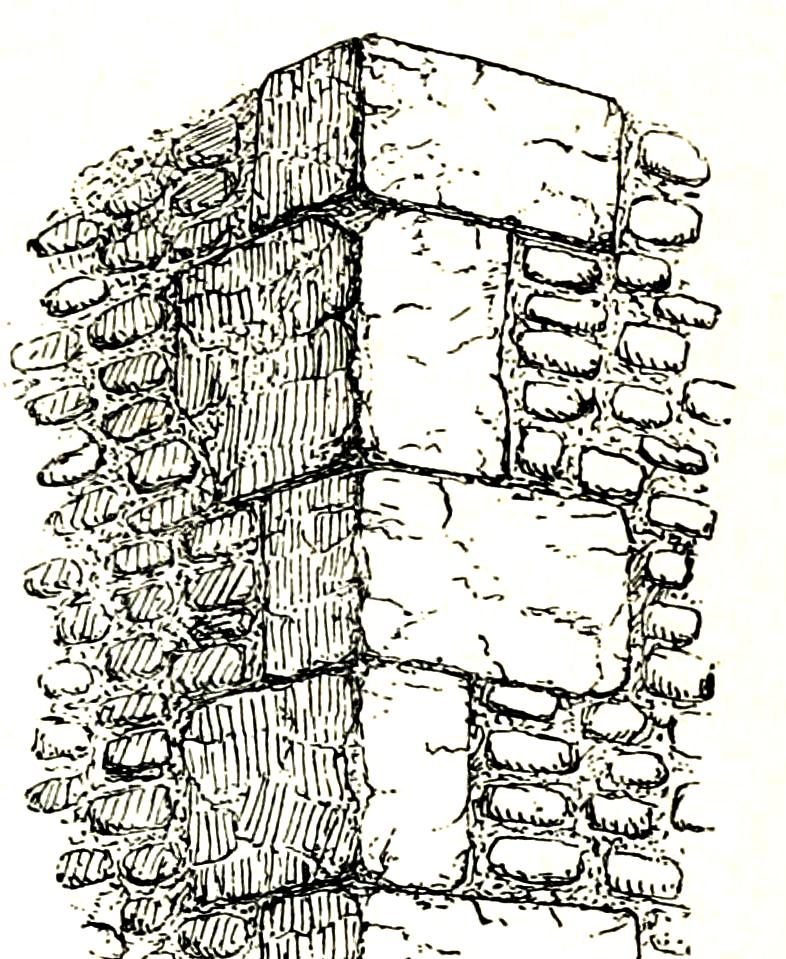
Le chaînage d'angle du transept sud de Stow Minster (Lincolnshire)
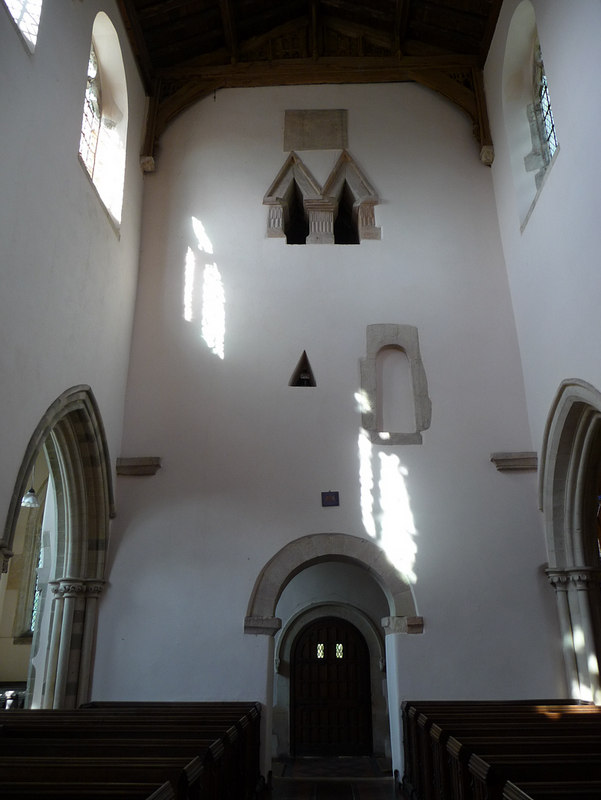
Baies jumelées en arc brisé droit dans l'église Sainte-Marie de Deerhurst
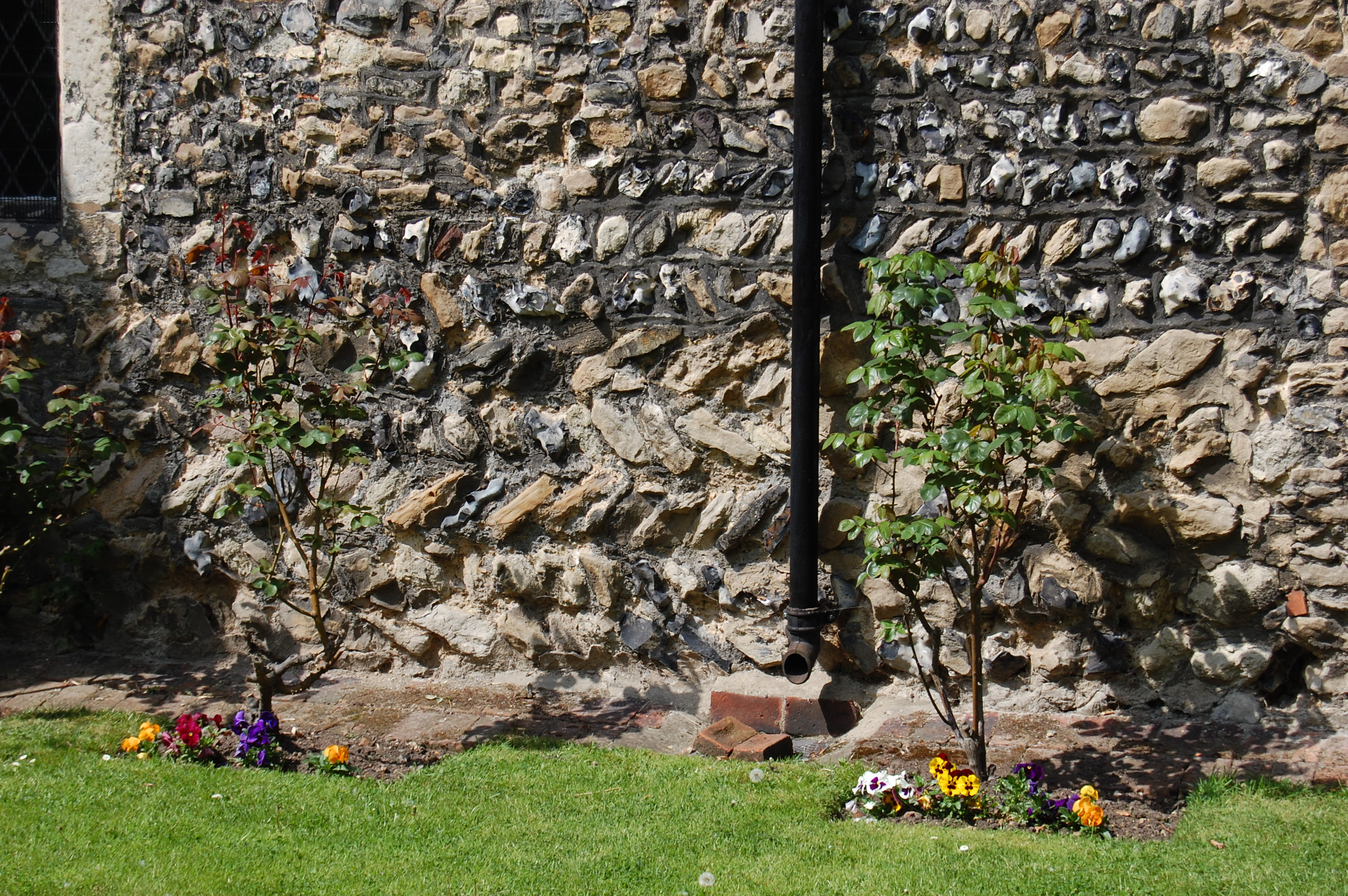
Appareil en arête-de-poisson de l’église de Corringham (Essex)

## Architecture profane

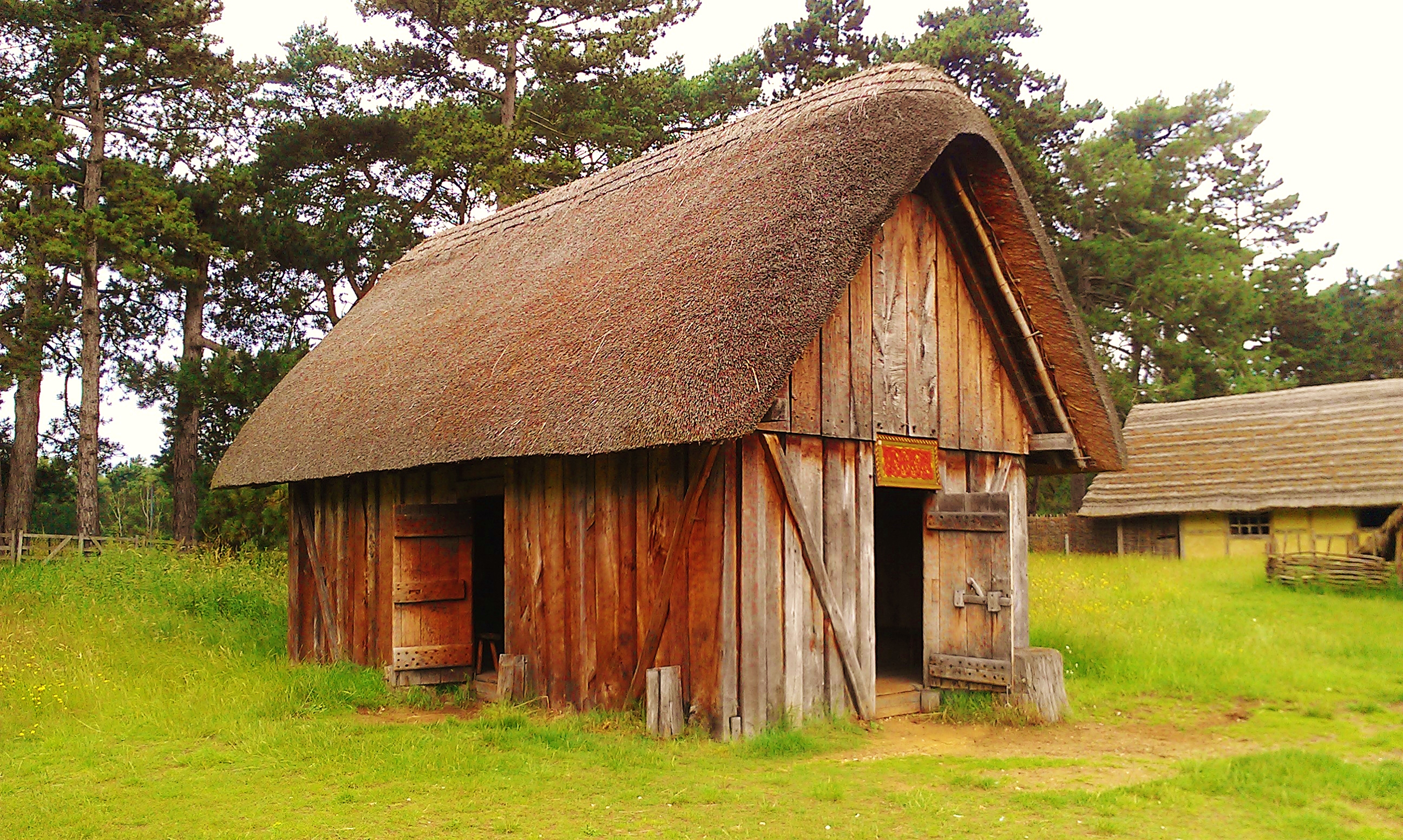
Restitution d'un édifice profane au village Anglo-Saxon de West Stow (Suffolk, Angleterre)

Les édifices profanes anglo-saxons étaient à plan rectangulaire et montés sur pilotis, ces pieux étant foncés dans le sol  de façon à épouser le tracé de la charpente des cloisons sur laquelle on posait la toiture de chaume. Dédaignant la réhabilitation de villes romaines, les Anglo-Saxons préférèrent établir leurs colonies à proximité de leurs pâtures. Dans les villes, on retrouve les traces de grandes halles collectives. Presque aucun édifice profane n'a survécu, hormis peut-être la Tour angle d’York, qui remonterait au VIIe siècle. Au cours des IXe et Xe siècles, les Saxons multiplièrent les forts (burhs) autour de leurs villes pour se prémunir des raids Vikings.
Malgré l’indigence en sources relatives à cette époque, on peut comparer les techniques de construction de Grande-Bretagne avec celles du continent. Plusieurs de ces huttes semi-enterrées que les archéologues germanophones ont qualifié de grubenhäuser, ont été mises au jour et fait l'objet de fouilles, par exemple à Mucking. Outre les huttes semi-enterrées, les constructions de Mucking, qui remontent à la colonisation saxonne, comptent de grandes halles (16 m de long and 8 m de largeur) dont les entrées se trouvaient au milieu du côté long. On peut visiter une reconstitution d'un village anglo-saxon à West Stow. Enfin, certaines enluminures fournissent des illustrations d'époque de ces constructions, tant religieuses que profanes.